# Tramwaje w Tomsku
Tramwaje w Tomsku – system komunikacji tramwajowej działający w Tomsku od 25 kwietnia (według innych źródeł – 1 maja) 1949.

## Historia
Budowę pierwszej linii tramwajowej prowadzono w latach 1947−1948. Pierwsze jazdy próbne odbyły się 6 listopada 1948 uczestniczył w nim skład tramwajów X+M. Oficjalnie pierwszą linię tramwajową otwarto 25 kwietnia 1949. Linia o długości 4,8 km połączyła Вокзал Томск-1 z Площадь Батенькова. Od linii odchodziło 400 m odgałęzienie do zajezdni. Do obsługi linii posiadano tramwaje KTM/KTP-1 produkcji UKWZ. Obecnie długość linii wynosi 45,7 km. Obecnie planowana jest budowa do 2016 linii szybkiego tramwaju

## Tabor
Wszystkie wozy stacjonują w jednej zajezdni. Dawniej wagony tramwajowe łączono w podwójne składy, jednak obecnie jeżdżą pojedynczo. W latach 2006–2008 zakupiono 14 sztuk tramwajów KTM-19KT.
Łącznie po Tomsku jeździ 45 tramwajów:
- KTM-5 - 21 sztuk
- KTM-8 - 10 sztuk
- KTM-19 – 14 sztuk

Tabor techniczny składa się z 5 wagonów.

## Linie
Obecnie miasto posiada 5 linii tramwajowych:
| Linia                 | Trasa                        | Długość linii |
| --------------------- | ---------------------------- | ------------- |
| 1                     | Wostocznaja - Czeriemoszniki | 24,8 km       |
| 2                     | Jużnaja - Wokzał „Tomsk-II”  | 22,7 km       |
| 3                     | Wostocznaja - Batieńkowa     | 9,6 km        |
| 4                     | Jużnaja - Wostocznaja        | 12,3 km       |
| 5                     | Jużnaja - Czeriemoszniki     | 21,7 km       |
| Łączna liczba wagonów | Łączna liczba wagonów        | 59            |